# Mandisa

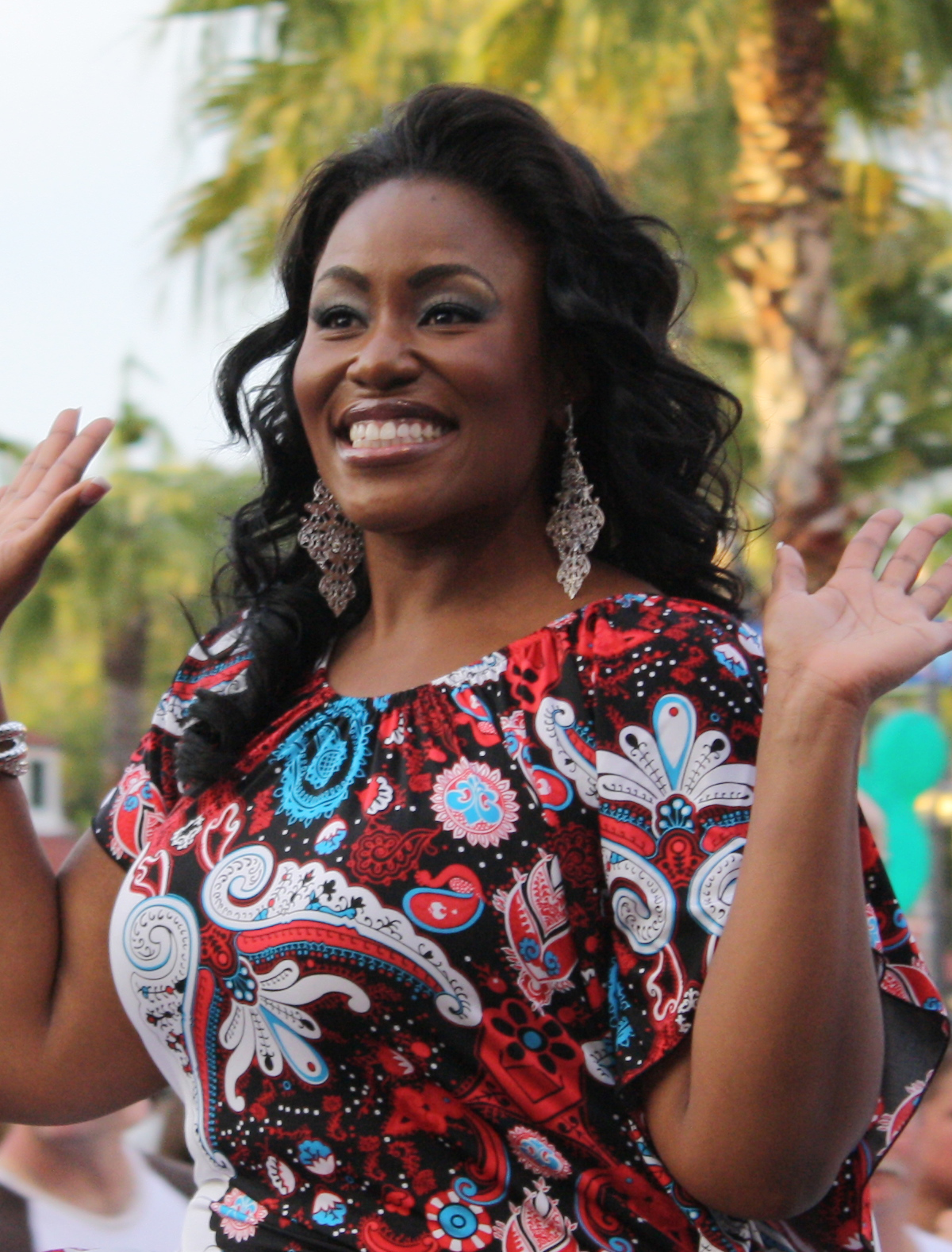
Mandisa bei The American Idol Experience 2009.

Mandisa Lynn Hundley (* 2. Oktober 1976 in Citrus Heights, Kalifornien; † 18. April 2024 in Franklin, Tennessee), bekannt unter dem Pseudonym Mandisa, war eine US-amerikanische Gospel- und zeitgenössische christliche Sängerin. Sie begann ihre Karriere als Kandidatin in der fünften Staffel von American Idol und belegte den neunten Platz. Sie war die fünfte American-Idol-Absolventin, die einen Grammy Award gewann, und zwar für ihr Album Overcomer in der Kategorie „Beste zeitgenössische christliche Musik“.

## Frühes Leben
Mandisa Hundley wurde am 2. Oktober 1976 in Citrus Heights, Kalifornien, geboren, wo sie auch aufgewachsen ist. Nach ihrem Abschluss an der El Camino Fundamental High School besuchte sie das American River College in Sacramento, wo sie Jazzgesang studierte. Anschließend studierte sie an der Fisk University in Tennessee und schloss ihr Studium mit einem Bachelor of Music mit Schwerpunkt Gesang ab.

## American Idol
Mandisa sprach 2005 in Chicago für die US-Talentwettbewerbsshow American Idol vor. Sie bezeichnete sich selbst als "nur Mandisa" und wurde daher in der Show einfach als Mandisa bezeichnet. Sie sagte, dass ihre musikalischen Einflüsse von Whitney Houston bis Def Leppard reichten.
Idol-Juror Simon Cowell äußerte sich nach ihrem erfolgreichen Vorsingen mehrfach zu Mandisas Gewicht. Er witzelte: "Haben wir dieses Jahr eine größere Bühne?" Als Paula Abdul bemerkte, dass Mandisa ein "Frenchie"-Knurren in ihrer Stimme habe, antwortete Cowell, dass ein passenderer Vergleich Frankreich selbst wäre. Diese und andere Kommentare zogen den Zorn der National Association to Advance Fat Acceptance (NAAFA) auf sich und waren einer der Gründe, warum Mandisa ihr 2007 erschienenes Album True Beauty betitelte.
Als Mandisa sich vor der endgültigen Auswahl der 24 Halbfinalisten der Jury vorstellte, sagte sie zu Cowell: "Was ich dir sagen möchte, ist, dass du mich verletzt hast, und ich habe geweint und es war schmerzhaft, das war es wirklich. Aber ich möchte, dass du weißt, dass ich dir verziehen habe und dass man sich nicht entschuldigen muss, um jemandem zu verzeihen. Ich denke, wenn Jesus sterben konnte, damit mir alle meine Fehler vergeben werden können, dann kann ich dir diese Gnade sicherlich auch gewähren." Cowell entschuldigte sich sofort bei ihr und sagte, er sei "gedemütigt".
Am 7. März 2006 trug sie eine Interpretation von Chaka Khans "I'm Every Woman" vor, die von allen drei Juroren gelobt wurde. Sie gehörte zu den 12 Kandidaten, die am 9. März 2006 in die Endrunde von American Idol gewählt wurde.
Mandisa schied bei American Idol am 5. April 2006 in der Runde der besten Neun aus, nachdem sie zuvor noch nie unter den letzten Drei gewesen war (sie war dort mit Paris Bennett und Elliott Yamin, die beide nicht unter den letzten Drei gewesen waren). Wie die meisten der ausgeschiedenen Kandidaten trat sie einen Tag später in der Tonight Show mit Jay Leno auf.

## Musikkarriere
Am 27. Juli 2007, nachdem sie bei American Idol ausgeschieden war, trat Mandisa mit dem Song "I Don't Hurt Anymore" in der TV-Talkshow Live with Regis and Kelly auf. Außerdem trat sie zusammen mit Gladys Knight und anderen im Apollo Theater bei dem Benefizkonzert "Back to Harlem" auf, um Geld für verschiedene Wohltätigkeitsorganisationen zu sammeln.
Mandisa arbeitete mit tobyMac und Kirk Franklin auf tobyMacs Album Portable Sounds zusammen.
Mandisas erstes komplettes Album True Beauty wurde am 31. Juli 2007 veröffentlicht. Das Album debütierte auf Platz 1 der Top Christian Albums Charts und war damit das erste Mal in der 27-jährigen Geschichte der Charts, dass eine neue Künstlerin auf Platz 1 debütierte. Es debütierte auch auf Platz 43 der Billboard 200, ein ungewöhnlich hohes Debüt für einen christlichen Künstler in diesen Charts. Außerdem wurde es als bestes Pop/Contemporary Gospel Album nominiert. Mandisas stilistische Bandbreite zu präsentieren, war die Aufgabe, die den fünf Produzenten gestellt wurde, die mit ihr an dem Album gearbeitet haben: Shaun Shankel, Brown Bannister, Christopher Stevens, Drew Ramsey & Shannon Sanders, und Robert Marvin & Josiah Bell. Mandisa verbrachte auch persönliche Zeit mit den Autoren des Albums, bevor der Songwriting-Prozess begann, und teilte mit ihnen ihre Vision für das Projekt und das, was sie durch die Songs zu vermitteln hoffte.
Ihre erste Single, "Only the World", wurde am 22. Mai 2007 veröffentlicht. Der Song hatte ein erfolgreiches Debüt in den Billboard Hot Singles Sales Charts, die kommerzielle Single-Verkäufe verfolgen, und erreichte Platz 2 und in der folgenden Woche Platz 1. Auch bei christlichen Radiosendern wird der Song häufig gespielt. Es wurde von Matthew West, Sam Mizell und Clint Lagerberg geschrieben. (West hat auch zwei andere Songs auf dem Album mitgeschrieben.)
Mandisas Cover von "Shackles" enthält eine Bläsergruppe von LiveHorns.com mit Tommy Vaughan an der Trompete, Rodney Mills an der Posaune und Shane Philen am Saxophon. Sie sind auch auf Mandisas Performance von "The Right Thing" auf dem VeggieTales-Soundtrack für The Pirates Who Don't Do Anything zu hören.
Die zweite Single "God Speaking" wurde im Oktober 2007 im christlichen Radio veröffentlicht. Eine dritte Single, "Voice of a Savior", geschrieben von West, wurde Mitte 2008 an Inspo-Radiosender gesendet, wo sie in den Top 5 der Soft AC/Inspo-Charts von Radio and Records landete.
Im November 2007 veröffentlichte Mandisa eine Weihnachts-EP, Christmas Joy EP, auf der der Song "Christmas Makes Me Cry" zu hören ist, ein Duett mit Matthew West, mit dem sie häufig zusammenarbeitet.
Am 14. Oktober 2008 veröffentlichte Mandisa ein komplettes Weihnachtsalbum, It's Christmas.
Freedom wurde am 24. März 2009 veröffentlicht.
Es gab auch Berichte, dass Mandisa am 14. April 2009 "We Are Family" als Bonus Track auf Napster veröffentlichen würde. Der Song war für kurze Zeit auf Amazon.com unter dem Titel Freedom + Bonus Track" erhältlich. Es debütierte auch auf Platz 83 der Billboard 200.
What If We Were Real, wurde am 11. April 2011 veröffentlicht. Im März 2011 begann sie eine Tour mit der Komikerin Anita Renfroe, um das Album zu promoten. Die erste Singleauskopplung aus What If We Were Real", ein Titel mit dem Titel Stronger", erreichte am 18. Juni 2011 Platz 1 der Billboard Christian Songs Charts. Das Album hielt sich bis September 2012 76 Wochen in Folge in den Billboard Christian Albums. Bei seinem Debüt landete es auf Platz 66 der Billboard 200.
Die zweite Single, "Waiting for Tomorrow", erreichte in der Woche vom 28. Januar 2012 Platz 3 der Billboard Christian Songs Charts. Auf der dritten Single Good Morning" ist der christliche Musiker TobyMac zu hören, mit dem Mandisa bereits bei Lose My Soul" zusammengearbeitet hat.
Mandisas viertes Studioalbum Overcomer wurde am 27. August 2013 veröffentlicht und erreichte Platz 29 der Billboard 200 Albums Chart, ihre bisher höchste Platzierung in dieser Chart. Der Titelsong "Overcomer" wurde Ende Juli veröffentlicht und erreichte in der dritten Woche die Billboard Christian Top 20 der Charts. Im Oktober 2013 erreichte er Platz 1 der Charts, als er auch in den Mainstream Bubbling Under Charts erschien.
Mandisa gewann bei den 56. Grammy Awards den Preis für das beste zeitgenössische christliche Musikalbum für Overcomer. Der Titelsong des Albums gewann auch den Preis für den besten zeitgenössischen christlichen Musiksong für die Songschreiber David Garcia, Ben Glover und Christopher Stevens. Sie lehnte es jedoch ab, an der Grammy-Verleihung teilzunehmen, und sagte: "Ich bin in letzter Zeit oft der verlockenden Anziehungskraft des Fleisches, des Stolzes und der selbstsüchtigen Begierden erlegen. Ich wusste, dass es für mich zu diesem Zeitpunkt riskant war, mich in ein Umfeld zu begeben, das diese Dinge feiert.”
Mandisas fünftes und letztes Album, Out of the Dark, wurde am 19. Mai 2017 veröffentlicht. Die Leadsingle, "Unfinished", wurde dann am 10. März 2017 veröffentlicht. Der Song erreichte Platz 8 in den Billboard Hot Christian Songs Charts. Eine Zusammenstellung ihrer besten Songs, Overcomer: The Greatest Hits, wurde im Februar 2020 veröffentlicht.

## Privatleben
Mandisa lebte in der Vorstadt von Nashville in Franklin, Tennessee. Nach ihrem Auftritt bei American Idol 2006 arbeitete sie an der Verbesserung ihrer Gesundheit und konzentrierte sich auf die Gewichtsabnahme. Der Titel ihres zweiten Albums, Freedom, wurde von ihrer Erfahrung inspiriert, eine, wie sie sagt, Esssucht zu überwinden. Im März 2009 wurde berichtet, dass sie 75 Pfund abgenommen hat. Im Februar 2011 erreichte sie ihr Ziel, 100 Pfund zu verlieren.
Nachdem eine enge Freundin 2014 an Brustkrebs erkrankt war, nahm Mandisa viel von dem Gewicht wieder zu, das sie ursprünglich verloren hatte, und litt unter Depressionen, Angstzuständen und Selbstmordgedanken. Der Verlust ihrer Freundin, begleitet von einem persönlichen Gefühl des Verrats durch Gott, führte dazu, dass sie sich aus der Öffentlichkeit zurückzog.
Im Mai 2017 kehrte Mandisa in die Öffentlichkeit zurück. Sie sprach offen über ihren Kampf mit Depressionen, trat in Podcasts auf und schrieb ihre Memoiren "Out of the Dark: My Journey Through the Shadows to Find God's Joy". Als sie 2017 Out of the Dark veröffentlichte, war es das erste Album, das sie seit drei Jahren aufgenommen hatte.

## Tod
Mandisa starb am 18. April 2024 in ihrem Haus in Franklin, Tennessee, im Alter von 47 Jahren. Das Franklin Police Department hat eine Untersuchung der Todesursache eingeleitet.

## Diskografie
Studioalben
- 2007: True Beauty
- 2008: It's Christmas
- 2009: Freedom
- 2011: What If We Were Real
- 2013: Overcomer
- 2017: Out of the Dark

## Awards and nominations

### Grammy Awards
| Grammy Awards | Grammy Awards                                        | Grammy Awards        | Grammy Awards |
| Jahr          | Kategorie                                            | Album                | Ergebnis      |
| ------------- | ---------------------------------------------------- | -------------------- | ------------- |
| 2008          | Best Pop/Contemporary Gospel Album                   | True Beauty          | Nominiert     |
| 2010          | Best Pop/Contemporary Gospel Album                   | Freedom              | Nominiert     |
| 2012          | Best Contemporary Christian Music Album              | What If We Were Real | Nominiert     |
| 2014          | Best Contemporary Christian Music Album              | Overcomer            | Gewonnen      |
| 2014          | Best Gospel/Contemporary Christian Music Performance | "Overcomer"          | Nominiert     |

### GMA Dove Awards
| Dove Awards | Dove Awards                                | Dove Awards        | Dove Awards |
| Jahr        | Kategorie                                  | Nominierung/Single | Ergebnis    |
| ----------- | ------------------------------------------ | ------------------ | ----------- |
| 2008        | New Artist of the Year                     | Mandisa            | Nominiert   |
| 2008        | Female Vocalist of the Year                | Mandisa            | Nominiert   |
| 2009        | Female Vocalist of the Year                | Mandisa            | Nominiert   |
| 2010        | Female Vocalist of the Year                | Mandisa            | Nominiert   |
| 2010        | Pop/Contemporary Recorded Song of the Year | "My Deliverer"     | Nominiert   |
| 2010        | Short Form Video of the Year               | "Lose My Soul"     | Nominiert   |